# Dag Heede
Dag Heede (født 1962 i Svendborg) er en dansk mag.art. og ph.d. i litteraturvidenskab, der er tilknyttet Syddansk Universitet.
Heede blev nysproglig student fra Marie Kruses Skole, Farum, i 1980 og blev mag.art. i litteraturvidenskab fra Københavns Universitet i 1989. Fra 1988-1992 fungerede han som underviser ved Folkeuniversitetet i København og undervisningsassistent ved Institut for nordisk filologi, Københavns Universitet og senere Center for nordiske Studier ved det daværende Odense Universitet. Han var lektor ved Institut für Nordische Philologie und Germanische Altertumskunde ved Universität München 1992-1997. I 1997 vendte han tilbage til Danmark og blev ekstern lektor ved Institut for litteraturvidenskab (Københavns Universitet), Institut for nordisk filologi (Københavns Universitet), Sociologisk Institut (Københavns Universitet, Institut for statskundskab (København Universitet) og Institut für Nordische Philologie der Universität Hamburg. Han opnåede ph.d.-graden fra Københavns Universitet i 1998. Fra 1999-2003 underviste og forskede han i dansk litteratur ved Institut for Litteratur, Kultur og Medier, Syddansk Universitet. I 2005 blev han underviser ved Universität Zürich. Heede har desuden flere gange fungeret som censor.
Dag Heedes måske kendteste udgivelse er Hjertebrødre. Krigen om H.C. Andersens seksualitet, der blev udgivet på Syddansk Universitetsforlag i 2005. ISBN 87-7674-002-1
 Der er for få eller ingen kildehenvisninger i denne artikel, hvilket er et problem. Du kan hjælpe ved at angive troværdige kilder til de påstande, som fremføres i artiklen.